# Amata mestralii
Amata mestralii là một loài bướm đêm thuộc phân họ Arctiinae, họ Erebidae.